# Ночелло
Ночелло (итал. Nocello) — ликёр со вкусом грецкого ореха.
Производится компанией Toschi Vignola (ит.) в Савиньяно-суль-Панаро, провинция Модена, Эмилия-Романья, Италия. Продукт возник в Эмилии-Романье. В США он имеет маркировку «Имитационный ликер» и содержит 24 % алкоголя по объему. Ликер сладкий, с округлым и сбалансированным вкусом грецкого ореха с ванильными тонами. Ночелло по вкусу похож на франджелико. В 2004 году Ночелло был награжден золотой медалью на Международный конкурс вин и спиртных напитков (ит.) за ореховые ликеры. Подобные ликеры «производились со времён средневековья и использовались в качестве лекарства».